# Ernestine Engels
Ernestine Engels, eigentlich Ernestine Engel, verheiratete Ernestine Durant, (1785 – 24. Juni 1845 in Weimar) war eine deutsche Theaterschauspielerin.

## Leben
Die Künstlerin, die eigentlich Engel hieß (Goethe veranlasste sie, das „s“ an ihren Namen anzuhängen), war ebenfalls in der Schule Goethe-Schiller herangebildet worden und wie ihr Mann August Durant ausschließlich an der Weimarer Bühne tätig. Als Liebhaberin fiel sie nicht auf. Sie wurde auch nur in zweiten Partien sowohl im Schauspiel wie in der Oper verwendet. Allein später, als sie ins Mütterfach überging, sie wurde die Nachfolgerin der alten Beck, erschienen ihre Leistungen höchst beachtenswert, und so konnte man sich an ihren Darstellungen ergötzen.
Sie spielte u. a. die „Amme“ in Romeo und Julia, die „Obsthändlerin Susanne“ im Armen Poeten (ein damals beliebtes Repertoirestück) und diverse Anstandsdamen („Herzogin von Friedland“ etc.).

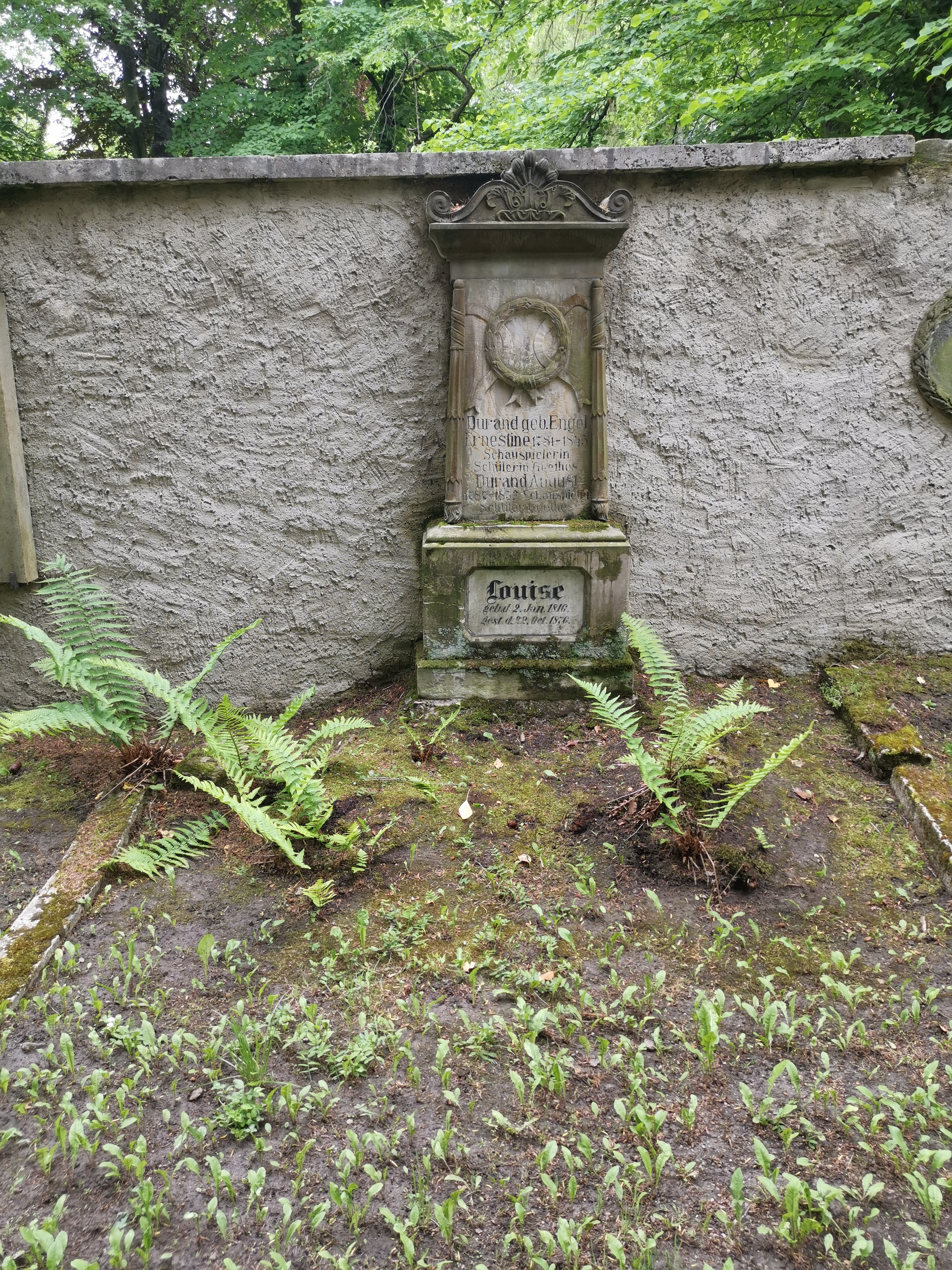
Grabstätte (Nachname als Durand geschrieben)

Ernestine Engels starb am 24. Juni 1845 und ist auf dem Historischen Friedhof Weimar bestattet.